# Église de l'Archange-Saint-Michel de Štip
Pour les articles homonymes, voir Église Saint-Michel.
L'église de l'Archange-Saint-Michel (црква Св. Архангел Михаил en macédonien) est une église orthodoxe située à Štip, ville de l'est de la Macédoine du Nord. Elle se trouve sur les pentes de la colline d'Isar, en haut de laquelle se dresse la forteresse. Elle est représentative de l'école serbo-byzantine.

## Description
L'église a été construite par un certain Hrelja dans la première moitié du XIVe siècle, alors que Štip faisait partie de la Serbie. Elle est rattachée au monastère de Hilandar, sur le mont Athos, par Stefan Uroš IV Dušan en 1334. L'église a un plan cruciforme avec une abside et une coupole sur tambour. Ses murs sont en appareil cloisonné.